# یو جی-آئه
یو جی-آئه (به انگلیسی: Yoo Ji-ae) (زاده ۲۱ می ۱۹۹۳) خواننده کره‌ای است. او عضو گروه لاولیز است.